# Christian Levrat
Pour les articles homonymes, voir Levrat.
Christian Levrat, né le 7 juillet 1970 à La Tour-de-Trême (originaire de cinq autres communes fribourgeoises), est un homme politique suisse, membre du Parti socialiste suisse, qu'il préside du 1er mars 2008 au 18 octobre 2020. Après avoir été député du canton de Fribourg au Conseil national depuis décembre 2003, il est député au Conseil des États de mai 2012 à octobre 2021.

## Biographie
Christian Levrat naît le 7 juillet 1970 à La Tour-de-Trême, dans le canton de Fribourg. Il est originaire de cinq autres communes du canton : Pont (Veveyse), Le Crêt, Esmonts, Siviriez et La Verrerie.
Après une maturité gymnasiale au collège du Sud, il obtient une licence en droit, mention bilingue, de l'Université de Fribourg et un master en science politique de l'Université de Leicester. Engagé dans la défense du droit d'asile, il travaille de 1995 à 2000 au sein de Caritas Suisse, puis comme chef du service juridique de l'Organisation suisse d'aide aux réfugiés,.
Secrétaire central, puis, dès janvier 2003, président central du Syndicat de la communication, il est également vice-président de l'Union syndicale suisse de 2003 à 2008.
Il est marié à Martine Ducrest Levrat, avec qui il a trois enfants. L'aînée, Marie, est également engagée au PS, et est la plus jeune élue au Grand Conseil en 2021. Pierre Mauron, chef du groupe socialiste au Grand Conseil du canton de Fribourg et candidat au Conseil national en 2015, est le mari de la sœur de Martine Ducret Levrat.
Il habite Vuadens et a le grade de soldat à l'armée.

## Parcours politique
Initialement membre du Parti radical-démocratique, il rejoint le Parti socialiste notamment en raison de la politique migratoire sécuritaire du premier et des dégâts de la désindustrialisation qu'il observe lors de ses études en Angleterre pendant les années Thatcher.
Entre 2000 et 2004, il siège à l'assemblée constituante fribourgeoise ; il y préside le groupe socialiste en 2000 et préside l'assemblée en 2003. En 2001, il est candidat malheureux à la préfecture du district de la Gruyère.
En 2003, il est élu au Conseil national comme représentant du canton de Fribourg. Il y est réélu en octobre 2007 et octobre 2011. Il siège à la Commission des transports et des télécommunications (CTT), à la Commission des finances (CdF) du 3 décembre 2007 au 4 décembre 2011 et à la Commission de l'économie et des redevances (CER) du 15 décembre 2011 au 28 mai 2012.
Il est le seul candidat au poste de président du Parti socialiste suisse après l'annonce de la démission de Hans-Jürg Fehr fin octobre 2007. Il est élu à l'unanimité à ce poste le 1er mars 2008 lors du congrès extraordinaire du parti tenu à Bâle. Il restructure les organes dirigeants du parti, de manière à mieux y intégrer les différentes régions linguistiques et ailes du parti (syndicalistes et modernistes, notamment). Sous sa direction, le parti socialiste suisse concentre son action sur les questions économiques et sociales[source insuffisante].
Le 11 mars 2012, il est élu au premier tour au Conseil des États lors de l'élection complémentaire pour le remplacement d'Alain Berset. Il obtient 54,2 % des voix et devient le premier Gruérien à occuper ce poste. Il est réélu lors des élections de 2015 et de 2019. Il est membre de la CER, qu'il préside depuis décembre 2019, de la Commission de politique extérieure (CPE), qu'il préside de décembre 2015 à novembre 2017, de la Commission des affaires juridiques (CAJ) et de la CdF jusqu'en décembre 2019.
Il est également président de la Commission de l'éducation, de la culture et de la communication de l'Assemblée parlementaire de la francophonie, dont il a présidé la section suisse en 2016/2017. Depuis janvier 2020, il siège à l'Assemblée parlementaire du Conseil de l'Europe, où il est membre des commissions politique et juridique.
Après 12 ans à la tête du Parti socialiste suisse, il annonce le 12 novembre 2019 qu'il ne se représente pas pour un nouveau mandat.

### Retour au monde professionnel et fin de la carrière politique
Le 27 avril 2021, l'assemblée générale de La Poste le désigne à la présidence de son Conseil d’administration pour succéder à Urs Schwaller. Sa nomination est entachée de critiques de copinage et d'une polémique portant sur une demande de dédommagements pour le travail effectué avant sa prise de fonctions. Il finit par renoncer de lui-même à tout dédommagement et quitte le Conseil des États le 1er octobre 2021, avec deux mois d'avance pour se préparer à sa prise de fonctions le 1er décembre 2021,,.
En 2023, il est élu à l'unanimité président de l'UNICEF suisse.

## Publication
- Christian Levrat et Alain Berset, Changer d'ère : pour un nouveau contrat gouvernemental, Lausanne, Éditions Favre, 2007.